# 18-я Московская стрелковая дивизия народного ополчения (Ленинградского района)
18-я Московская стрелковая дивизия народного ополчения (Ленинградского района) — воинское соединение добровольцев СССР в Великой Отечественной войне.

## История дивизии
Начало формирования — 4 июля 1941 года. Добровольцами 18-го народного ополчения стали:
- рабочие Второго Московского часового завода;
- рабочие Авиационного завода № 39 им. Менжинского;
- рабочие Государственного авиационного завода № 1;
- рабочие Московского завода «Изолятор» им. А. Баркова;
- рабочие Кондитерской фабрики «Большевик»;
- рабочие Табачной фабрики «Ява»;
- студенты и преподаватели Авиационного института;
- студенты и преподаватели Художественного института им. Сурикова;
- старшие школьники московских школ вместе с учителями;
- батальон, сформированный в Красногорском районе (колхозники из деревень Пенягино, Митино, Губайлово, Чернево, Сабурово, Ангелово и т. д.)[4];
- батальон, сформированный в Дмитровском районе;
- батальон, сформированный в Куровском районе.

В гостиницу «Советская», которая стала штабом 18-й дивизией народного ополчения, за один день поступило более 7,5 тысяч заявлений. Оснащение дивизии производили силами местных: предприятия Ленинградского района выделили грузовики, легковые машины, мотоциклы и велосипеды, руководство этих же заводов дало приказ на изготовление походного оборудования, Московский ипподром — 20 лошадей. Военный комиссар дивизии А. П. Логинов писал, что «…полученное вначале имущество было не военного вида, очень громоздкое и неудобное для оборудования пищевых блоков»
С 8 июля дивизию перевели на казарменное обеспечение и готовили для выхода под Красногорск для проведения подготовки. Учения велись не только боевые, но и политические. Капитан дивизии Д. П. Андрианов вспоминает, что учения проводились круглосуточно, чтобы как можно быстрее сформировать состав дивизионных батарей.
В конце июля дивизия передислоцировалась под Волоколамск, где солдаты и офицеры дивизии приняли присягу. Под Волоколамском, 18-я дивизия народного ополчения была в основном сформирована и 30 июля вошла в состав 32-й армии Резервного фронта. Первый, второй и третий полки с этого момента получили номера 52, 53 и 54. А. И. Андреев, солдат орудийного расчёта дивизии, в интервью говорил:
```
«Большое внимание уделялось стрельбе из французских пушек, а так же и стрелкового оружия... из американских «Браунингов» и чешских «Шкод"...Кроме стрельбы строили оборонительные позиции, готовили укрытия от авиации, учились маскировке. Фронт был близок, в небе все чаще появлялись самолеты-разведчики противника. Потом налетала бомбардировочная авиация, но к счастью, жертв не было»
[
9
]
. 
```

С 30 июля дивизия вошла в состав 32-й армии
С 6 августа дивизия передислоцирована под Вязьму, ближе к фронту, где подготовка продолжилась.
С 29 августа дивизия была переброшена севернее Брянска под Людиново и вошла в состав 33-й армии. 52, 53 и 54 полки были перенумерованы в 1306, 1308 и 1310, артиллерийский дивизион — в 978-й артиллерийский полк. 1 сентября дивизия стала входить во второй эшелон армии в районе озера Бытош, заняв оборонный рубеж между 316-й и 78-й стрелковыми дивизиями в волоколамском направлении.
В конце сентября 1941 г. был получен приказ на дислокацию в район между Вязьмой и Сычевкой для предстоящих боевых действий. 30 сентября 1941 года данная дивизия была переименована в 18-ю стрелковую дивизию, которая проявила себя героически стойко и получила в награду звание «Гвардейской» и была переименована в 11-ю гвардейскую стрелковую дивизию.
Командир 1308-го стрелкового полка пишет про первые боевые шаги дивизии:
```
"В начале октября Наши четырехдневные бои явились одной из первых героических встреч 18-й дивизии народного ополчения Ленинградского района Москвы с противником. Мы стояли насмерть на дальних подступах к Москве, сдерживая натиск вооруженных до зубов фашистов. Ни танки, ни бешеные атаки пехоты не смогли сломить нас. Враг не продвинулся ни на шаг"
[
4
]
.
```

## Подчинение
| Дата              | Фронт (округ)   | Армия      |
| ----------------- | --------------- | ---------- |
| 30.07.41-29.08.41 | Резервный фронт | 32-я армия |
| 30.08.41-30.09.41 | Резервный фронт | 33-я армия |

## Состав

### С 10 июля до 1сентября[2]
- 1 стрелковый полк,
- 2 стрелковый полк,
- 3 стрелковый полк,
- 18 запасной стрелковый полк,
- отдельный артиллерийский дивизион,
- отдельная самокатно-разведывательная рота ,
- саперный батальон,
- отдельная рота связи,
- медико-санитарный батальон,
- автотранспортная рота.

### С 1 по 30 сентября[2]
- 1306 стрелковый полк,
- 1308 стрелковый полк,
- 1310 стрелковый полк,
- 978 артиллерийский полк,
- 702 отдельный зенитный артиллерийский дивизион,
- 477 разведывательная рота ,
- 866 отдельный батальон связи,
- 500 медико-санитарный батальон,
- 344 отдельная рота химзащиты,
- 312 автотранспортная рота,
- 269 полевая хлебопекарня.

## Руководящий состав дивизии
- Живалев П.К. - командир дивизии, полковник;
- Логинов А.П. и Орлов А.М. - военные комиссары;
- Вепре В.И - начальником штаба дивизии, полковник;
- Шмидт М.Ф. - начальник политотдела дивизии[15][16].